# Harald Nørregaard
Harald Nørregaard (30 de maio de 1864 em Vestre Aker - 5 de abril de 1938) era um advogado da suprema corte norueguês (høyesterettsadvokat), ou seja, um advogado com direito a comparecer perante a Suprema Corte da Noruega. Ele fundou o escritório de advocacia agora conhecido como Advokatfirmaet Hjort em 1893, em Christiania, e foi presidente da Norwegian Bar Association de 1904 a 1907. Ele também era um dos amigos mais próximos de Edvard Munch desde a adolescência, conselheiro e advogado. Ele possuía várias das pinturas mais famosas de Munch. Ele era casado com Aase Nørregaard née Carlsen (1869–1908), pintora e amiga íntima de Munch, e depois com Marit Liv Nørregaard née Tillier (1885–1981), que também era pintora. Munch fez várias pinturas e desenhos retratando Nørregaard e suas duas esposas.
Segundo Ivo de Figueiredo, Nørregaard era "conhecido por sua eloquência no tribunal. Dizia-se que ele dominava o tribunal com sua própria presença, e sua voz quente se estabeleceu em veludo pela Suprema Corte". Depois de alguns anos, Thomas Bonnevie ingressou em seu escritório de advocacia, que posteriormente foi conhecido como "Nørregaard & Bonnevie", mas Bonnevie foi nomeado juiz supremo em 1922. Em 1932, o jovem advogado Johan Bernhard Hjort ingressou no escritório de advocacia de Nørregaard. Harald Nørregaard morreu seis anos depois, em 1938, e após a Segunda Guerra Mundial a empresa foi continuada por Hjort e renomeada Advokatfirmaet Hjort.
Harald Nørregaard era filho do coronel e ex-assessor de campo do rei Charles Hans Jacob Nørregaard (1832–1900) e Sophie Wegner (1838–1906), filha do industrial Benjamin Wegner e Henriette Seyler do Hamburg Berenberg – Gossler– Dinastia bancária Seyler (cuja família possuía o Berenberg Bank). Seus irmãos eram o notável correspondente de guerra Benjamin Wegner Nørregaard, comerciante de vinhos e cônsul em Tarragona Ludvig Paul Rudolf Nørregaard e Johan Hjort Nørregaard.

## Galeria

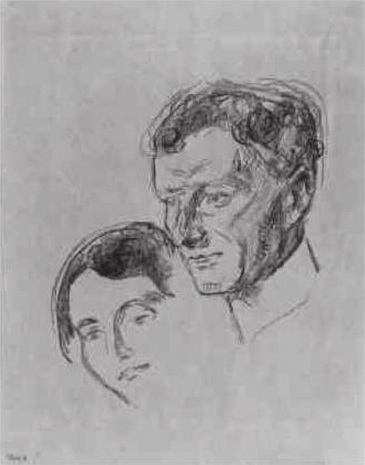
A litografia Marit e Harald Nørregaard de Edvard Munch, ca. 1914
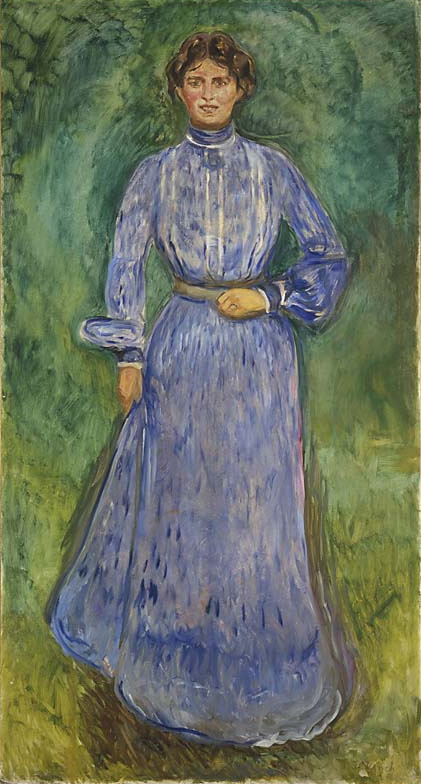
Primeira esposa de Harald Nørregaard, Aase, pintada por Edvard Munch
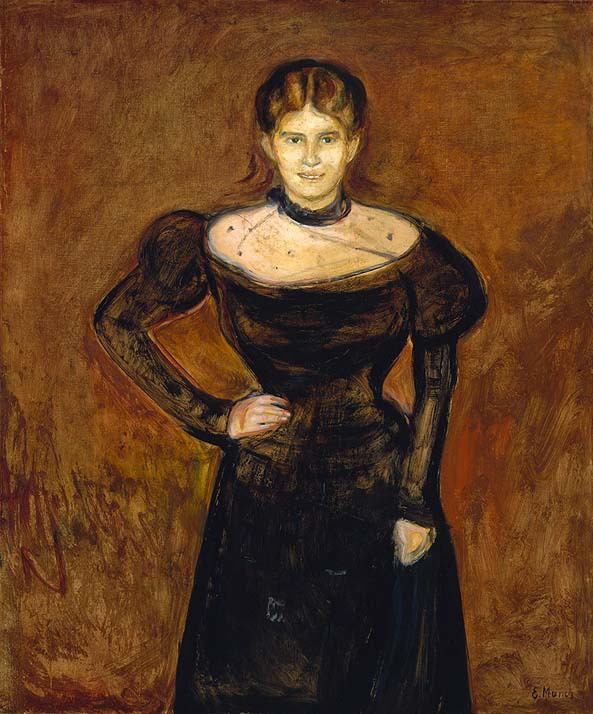
Primeira esposa de Harald Nørregaard, Aase, pintada por Edvard Munch
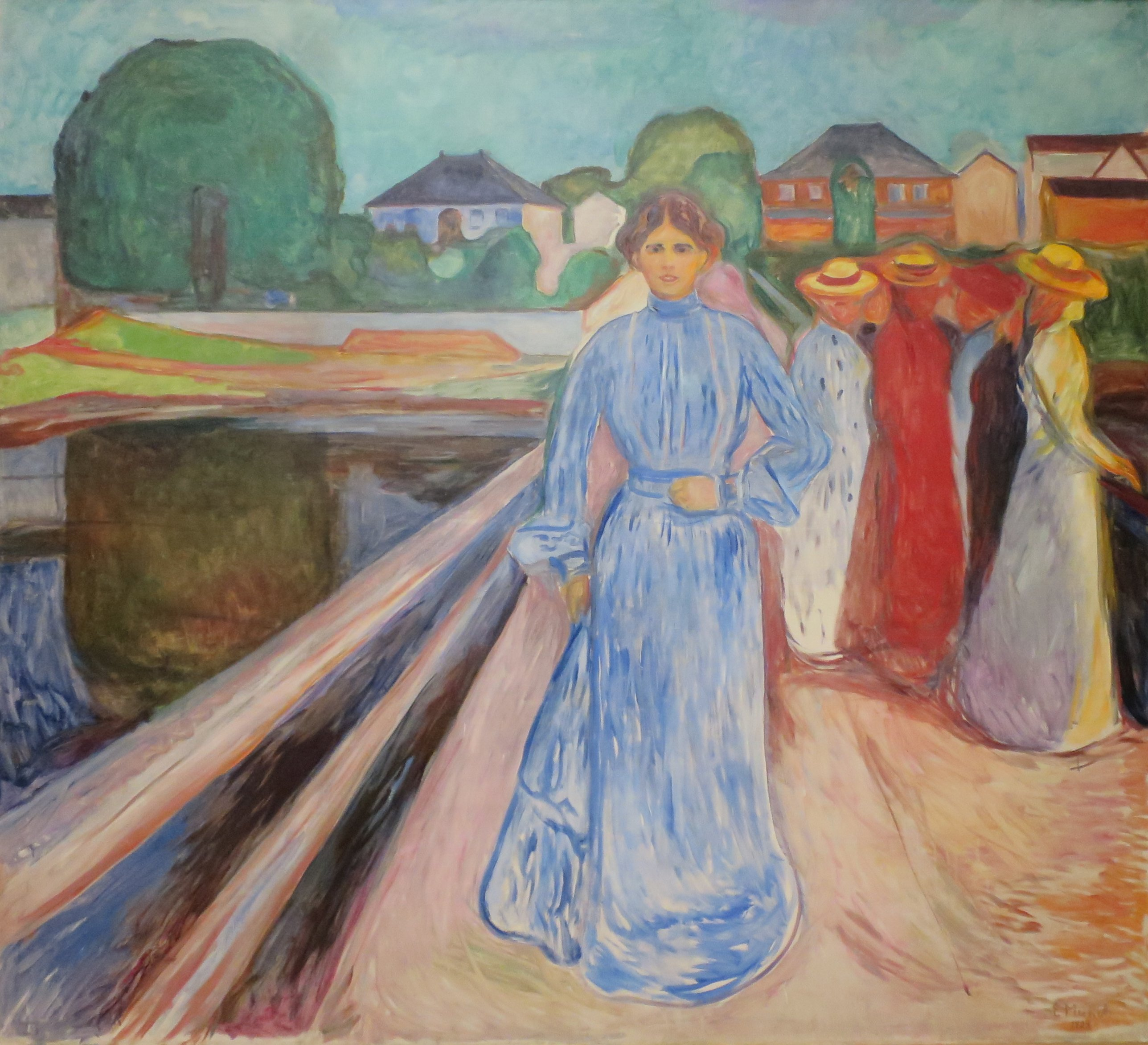
As mulheres na ponte de Edvard Munch, 1902. Esta pintura também mostra Aase em seu vestido azul